# Philipp Lahm
Philipp Lahm (Monaco di Baviera, 11 novembre 1983) è un ex calciatore tedesco, di ruolo difensore.
Con la nazionale tedesca si è laureato da capitano campione del mondo nel 2014 ed è stato vicecampione d'europa nel 2008, mentre con il Bayern Monaco ha vinto otto campionati, una UEFA Champions League, una Supercoppa UEFA, un Campionato del mondo per club, sette Coppe di Germania, tre Supercoppe di Germania e una Coppa di Lega tedesca.
È stato inserito nella formazione ideale del campionato mondiale di calcio per tre volte consecutive: nel 2006, nel 2010 e nel 2014.

## Caratteristiche tecniche
(Joachim Löw.)
Considerato uno dei migliori difensori di tutti i tempi, era un terzino destro, che poteva giocare anche sulla fascia sinistra, in grado di giocare a tutto campo. Con Pep Guardiola è stato impiegato anche da mediano ed esterno. Dotato di ottima personalità, era ottimo nei passaggi, oltre a essere bravo a svolgere entrambe le fasi del gioco e a effettuare i cross.
A livello offensivo era pericoloso a campo aperto, mentre in difesa era bravo nelle letture che lo portavano a fermare gli avversari tramite scivolate, diagonali e anticipi. Disponeva di buona tecnica, era ambidestro, veloce sia nei movimenti che nei pensieri, e si è distinto anche per la sua leadership. Ha anche dimostrato di essere un giocatore molto corretto, tanto da non venire mai espulso durante tutta la sua carriera da professionista. Dal settembre del 2014 all'ottobre del 2015 in Bundesliga non ha commesso un solo fallo.

## Carriera

### Club

#### Gli inizi
Entra a far parte a 11 anni nelle giovanili del Bayern Monaco, notato da un allenatore delle giovanili della squadra bavarese, Jan Penta, che lo aveva più volte visionato mentre militava nella squadra locale di Gern. Vince due volte la A-Junior Bundesliga, di cui una da capitano. Viene allora mandato al Bayern Monaco II nel 2001, all'età di 17 anni, dove l'anno dopo verrà eletto capitano della squadra dall'allenatore Herman Gerland. Nel 2003 viene promosso in prima squadra, ma chiuso da Bixente Lizarazu e Willy Sagnol passa in prestito allo Stoccarda.

#### Stoccarda
Allo Stoccarda viene inizialmente utilizzato come riserva del terzino destro Andreas Hinkel; quindi l'allenatore Felix Magath decide di spostarlo sulla fascia sinistra al posto del nazionale tedesco Heiko Gerber. Debutta in Bundesliga alla prima giornata contro l'Hansa Rostock entrando al 76' al posto di Silvio Meissner. Gioca la sua prima partita da terzino sinistro sostituendo al 63' Gerber nella quarta giornata di campionato. Disputa la sua prima partita intera alla sesta giornata contro il Borussia Dortmund. Durante la stagione Lahm riesce ad imporsi stabilmente come terzino sinistro titolare. Esordisce da titolare in Champions League il 29 settembre 2003 contro il Manchester United. Alla fine della stagione Lahm totalizzerà complessivamente 38 presenze con la maglia dello Stoccarda.
Nella sua seconda stagione con lo Stoccarda colleziona 22 presenze, a causa di alcuni infortuni è costretto a fermarsi per alcuni mesi terminando così dopo due anni la sua carriera allo Stoccarda.

#### Bayern Monaco

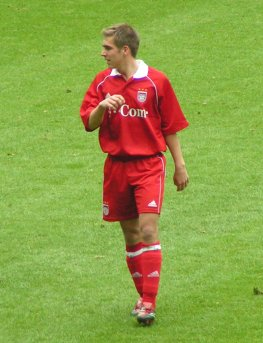
Lahm con la maglia del Bayern nel 2006

Terminato il periodo in prestito allo Stoccarda, Lahm fa ritorno al Bayern, ma resta indisponibile per alcuni mesi a causa di un infortunio. Ripresosi dall'infortunio, nel dicembre del 2005 gioca due partite con la squadra delle riserve del Bayern, per poi esordire in Bundesliga nella partita giocata contro l'Arminia Bielefield. Alla fine della stagione riesce a collezionare un buon numero di presenze, nonostante la concorrenza del più esperto Lizarazu. Nella stagione 2006-2007 Lahm riesce a giocare tutte le 34 partite di campionato.
Per la stagione 2007-2008 il Bayern conclude l'acquisto del terzino sinistro Marcell Jansen: ciò lascia pensare che Lahm debba venir spostato a destra per essere utilizzato come riserva di Sagnol, ma a causa di un infortunio occorso agli stessi Jansen e Sagnol, Lahm mantiene il controllo della fascia sinistra. Il 16 maggio 2008 Lahm rinnova il suo contratto con il Bayern fino al 30 giugno 2012.
Nella stagione 2009-2010, il nuovo allenatore Van Gaal decide di spostarlo sulla fascia destra, promuovendolo inoltre a vicecapitano: Lahm fornisce ben 12 assist e segna anche una rete, riuscendo a scendere in campo in tutte le partite stagionali, ad eccezione della prima partita di Coppa di Germania. Dopo la cessione di Van Bommel al Milan, Lahm diventa capitano. L'8 novembre 2009 viene multato dal Bayern per aver rilasciato un'intervista nella quale criticava e accusava la squadra di non avere una filosofia di gioco.
La stagione 2011-2012 si rivela particolarmente avara di soddisfazione per i bavaresi, visto che al secondo posto in campionato si aggiunge l'amara sconfitta maturata il 19 maggio 2012, quando davanti al proprio pubblico il Bayern perde ai rigori la finale di Champions League giocata contro il Chelsea.

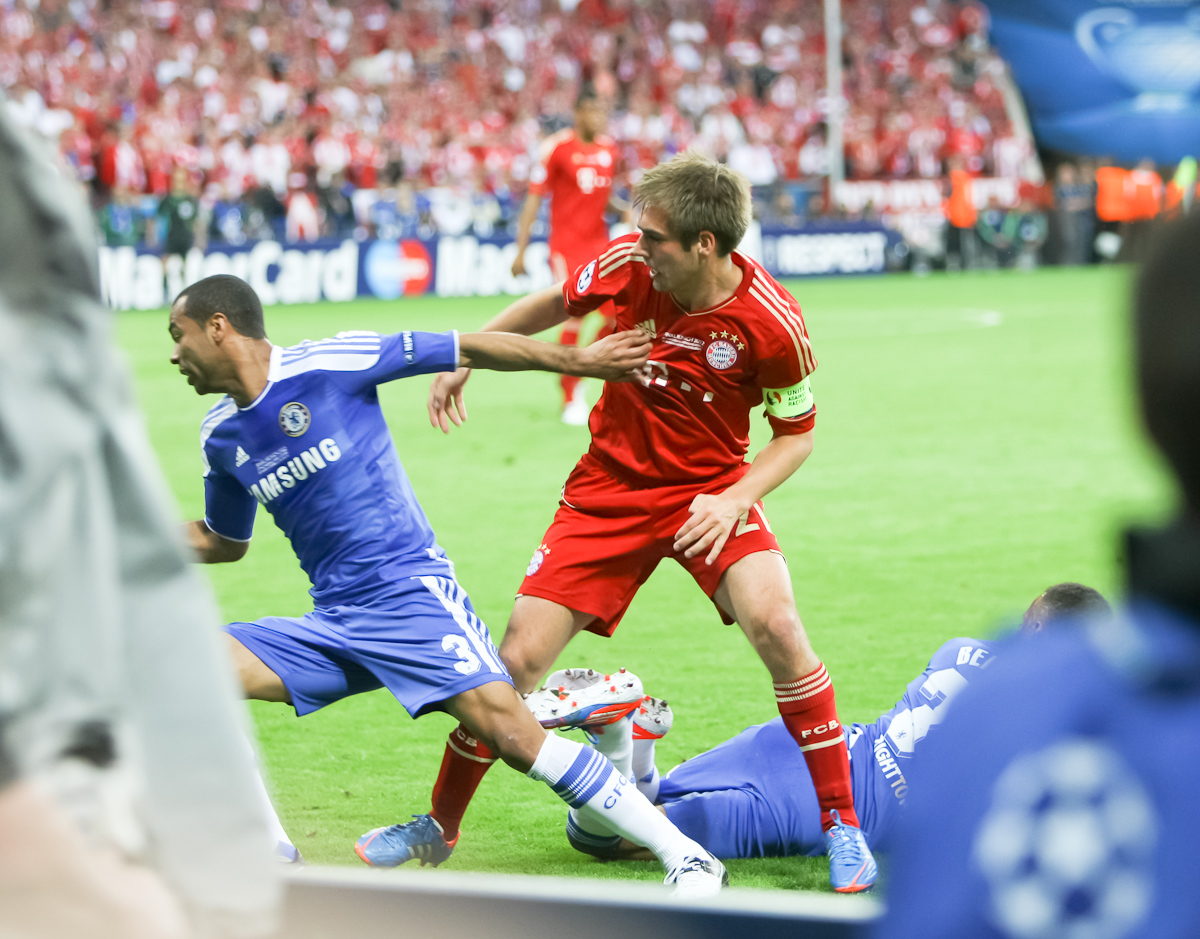
Lahm durante la finale di Champions League 2012

La stagione 2012-2013 è invece trionfale. Il 6 aprile 2013 vince la Bundesliga (il ventitreesimo titolo dei bavaresi) con sei giornate di anticipo rispetto alla fine del campionato. Il 25 maggio dello stesso anno vince per la prima volta la Champions League, grazie alla vittoria per 2-1 nella finale contro il Borussia Dortmund. Il 1º giugno seguente conquista anche la Coppa di Germania, ottenendo il treble con la compagine bavarese.
La stagione 2013-2014 si apre con la vittoria il 30 agosto 2013 della Supercoppa UEFA, ottenuta sconfiggendo ai rigori in finale la compagine londinese del Chelsea, dopo che i tempi supplementari si erano conclusi sul 2-2. Nel corso dell'annata la squadra bavarese conquista altri tre titoli, la Coppa del mondo per club, la Bundesliga e la Coppa di Germania.
Il 26 aprile 2015 vince il terzo campionato di fila con il Bayern, il settimo della sua carriera, unico trofeo della stagione per il club bavarese. Si aggiudica il campionato tedesco anche nelle due stagioni successive, condite anche dalla vittoria di una Coppa di Germania e di una Supercoppa tedesca. Il 7 febbraio 2017 annuncia che a fine stagione si ritirerà dal calcio giocato; il 20 maggio 2017 disputa l'ultima partita della propria carriera agonistica, nella partita casalinga contro il Friburgo.

### Nazionale

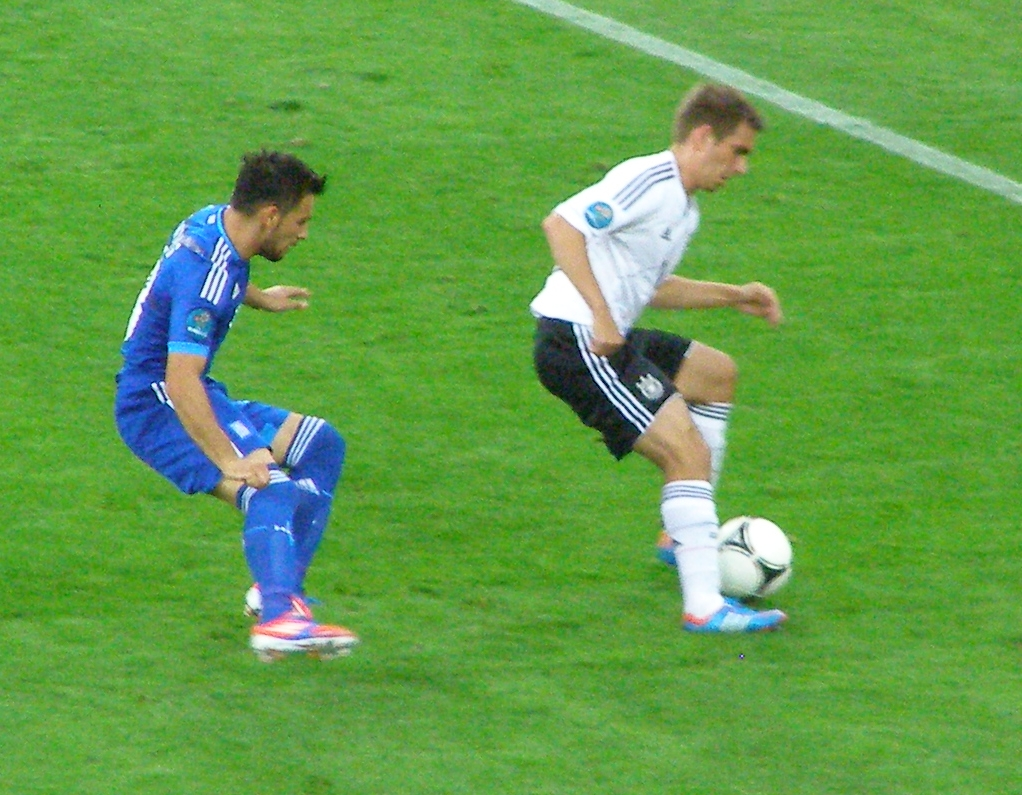
Lahm con la maglia della Nazionale contro la Grecia, ad Euro 2012

Il 13 febbraio 2004 riceve dal CT Rudi Völler la sua prima chiamata in nazionale maggiore, con cui fa esordisce cinque giorni più tardi venendo schierato titolare nella partita amichevole vinta per 2-1 contro la Croazia, mentre il 28 aprile realizza il suo primo gol con la Mannschaft ai danni della Romania, vittoriosa per 5-1. Pochi mesi più tardi viene inserito nella lista dei convocati per disputare il campionato d'Europa 2004, in cui la Germania non riesce a superare la fase a gironi. Nel 2006 partecipa al campionato del mondo, segnando il primo gol della competizione al 5' della partita Germania-Costa Rica.
Nel 2008 viene convocato dal commissario tecnico Joachim Löw per l'Europeo 2008 in Svizzera ed Austria, dove segna il gol del definitivo 3-2 nella semifinale contro la Turchia. La rassegna continentale si conclude con la sconfitta in finale contro la Spagna per 1-0 con il gol di Torres.
Dal campionato del mondo 2010, causa infortunio a Michael Ballack, diventa il capitano della selezione tedesca, dove esordisce nella partita vinta 4-0 contro l'Australia il 13 giugno a Durban. Dopo aver perso 1-0 contro la Serbia e aver vinto 1-0 contro il Ghana, agli ottavi di finale la Germania affronta il 27 giugno a Bloemfontein l'Inghilterra, la partita viene vinta 4-1 dai tedeschi che accedono ai quarti di finale dove sfidano l'Argentina battendola 4-0 il 3 luglio. Conclude il suo mondiale il 7 luglio nella sconfitta in semifinale a Durban contro la Spagna per 1-0 con il gol di Puyol.
Nel giugno del 2012 viene inserito dal commissario tecnico Joachim Löw nella lista dei 23 che parteciperanno al campionato d'Europa 2012 in Polonia e Ucraina, rassegna in cui la nazionale teutonica raggiunge le semifinali, dove viene estromessa dall'Italia, vincitrice per 2 a 1 grazie alla doppietta di Balotelli.
Convocato per il campionato del mondo 2014, Lahm gioca la rassegna iridata da titolare e da capitano. Il 13 luglio 2014 si laurea campione del mondo dopo la vittoria in finale sull'Argentina per 1-0, ottenuta grazie al goal decisivo di Götze durante i tempi supplementari. Al termine del torneo viene inserito nei migliori 11 della competizione per la terza volta consecutiva.
Il 18 luglio 2014, con una lettera pubblicata sul sito della federazione tedesca, annuncia il suo ritiro dalla Nazionale.

### Dopo il ritiro
Nel settembre del 2022 Lahm entra ufficialmente a far parte del consiglio di amministrazione dello Stoccarda, insieme all'ex-compagno di squadra e di nazionale Sami Khedira.

## Vita privata
Lahm è coinvolto in numerose campagne ed eventi di beneficenza. Nel giugno 2007, la FIFA annunciò che Lahm e Owen Hargreaves avrebbero visitato il Sudafrica in anticipo per sostenere la Coppa del Mondo FIFA 2010. Sebbene Hargreaves non sia mai riuscito a prendere parte al viaggio a causa di un infortunio, Lahm e il compagno di squadra della nazionale tedesca Piotr Trochowski visitarono il paese prendendosi del tempo non solo per visitare gli organizzatori della Coppa del Mondo FIFA 2010, ma anche per visitare un Villaggio SOS per bambini locale e per prendere parte all'evento Kick-AIDS.
Lahm ha fondato una fondazione, la Philipp Lahm-Stiftung, per sostenere i bambini svantaggiati ed è anche ambasciatore ufficiale di "FIFA for SOS Children's Villages". È stato inoltre ambasciatore della Giornata mondiale contro l'AIDS del 2007, 2008 e 2009. Ha inoltre preso parte a una campagna contro l'eccesso di velocità e ad altre varie campagne, come Bündnis für Kinder, incentrata nel lotta agli abusi sui minori.
Il 20 settembre 2008, Lahm ha ricevuto il Tolerantia-Preis per il suo straordinario contributo alla lotta contro l'intolleranza e l'omofobia nello sport, in particolare nel calcio. Ha inoltre affermato che è "un peccato che l'essere gay nel calcio sia ancora un tabù", che non avrebbe alcun problema con un compagno di squadra omosessuale e che "non ha paura degli omosessuali". Tuttavia, Lahm sconsiglia ai calciatori di ammettere pubblicamente la propria omosessualità, a causa degli abusi che subirebbero.

## Statistiche

### Presenze e reti nei club
Statistiche aggiornate al 20 maggio 2017.
| Stagione                | Squadra                 | Campionato              | Campionato | Campionato | Coppe nazionali | Coppe nazionali | Coppe nazionali | Coppe continentali | Coppe continentali | Coppe continentali | Altre coppe | Altre coppe | Altre coppe | Totale | Totale |
| Stagione                | Squadra                 | Comp                    | Pres       | Reti       | Comp            | Pres            | Reti            | Comp               | Pres               | Reti               | Comp        | Pres        | Reti        | Pres   | Reti   |
| ----------------------- | ----------------------- | ----------------------- | ---------- | ---------- | --------------- | --------------- | --------------- | ------------------ | ------------------ | ------------------ | ----------- | ----------- | ----------- | ------ | ------ |
| 2001-2002               | Bayern Monaco II        | RSüd                    | 27         | 2          | -               | -               | -               | -                  | -                  | -                  | -           | -           | -           | 27     | 2      |
| 2002-2003               | Bayern Monaco II        | RSüd                    | 34         | 1          | CG              | 1               | 0               | -                  | -                  | -                  | -           | -           | -           | 35     | 1      |
| 2002-2003               | Bayern Monaco           | BL                      | 0          | 0          | CG+CdL          | 0               | 0               | UCL                | 1                  | 0                  | -           | -           | -           | 1      | 0      |
| 2003-2004               | Stoccarda               | BL                      | 31         | 1          | CG+CdL          | 1+1             | 0               | UCL                | 7                  | 0                  | -           | -           | -           | 40     | 1      |
| 2004-2005               | Stoccarda               | BL                      | 22         | 1          | CG+CdL          | 2+1             | 0               | CU                 | 6                  | 1                  | -           | -           | -           | 31     | 2      |
| Totale Stoccarda        | Totale Stoccarda        | Totale Stoccarda        | 53         | 2          |                 | 3+2             | 0               |                    | 13                 | 1                  |             | -           | -           | 71     | 3      |
| 2005-2006               | Bayern Monaco II        | RSüd                    | 2          | 0          | -               | -               | -               | -                  | -                  | -                  | -           | -           | -           | 2      | 0      |
| Totale Bayern Monaco II | Totale Bayern Monaco II | Totale Bayern Monaco II | 63         | 3          |                 | 1               | 0               |                    | -                  | -                  |             | -           | -           | 64     | 3      |
| 2005-2006               | Bayern Monaco           | BL                      | 20         | 0          | CG+CdL          | 4+0             | 0               | UCL                | 3                  | 0                  | -           | -           | -           | 27     | 0      |
| 2006-2007               | Bayern Monaco           | BL                      | 34         | 1          | CG+CdL          | 3+2             | 0               | UCL                | 9                  | 0                  | -           | -           | -           | 48     | 1      |
| 2007-2008               | Bayern Monaco           | BL                      | 22         | 0          | CG+CdL          | 5+3             | 0               | CU                 | 10                 | 1                  | -           | -           | -           | 40     | 1      |
| 2008-2009               | Bayern Monaco           | BL                      | 28         | 3          | CG              | 3               | 1               | UCL                | 8                  | 0                  | -           | -           | -           | 39     | 4      |
| 2009-2010               | Bayern Monaco           | BL                      | 34         | 0          | CG              | 6               | 1               | UCL                | 13                 | 0                  | -           | -           | -           | 53     | 1      |
| 2010-2011               | Bayern Monaco           | BL                      | 34         | 3          | CG              | 5               | 0               | UCL                | 8                  | 0                  | SG          | 1           | 0           | 48     | 3      |
| 2011-2012               | Bayern Monaco           | BL                      | 31         | 0          | CG              | 5               | 0               | UCL                | 14                 | 0                  | -           | -           | -           | 50     | 0      |
| 2012-2013               | Bayern Monaco           | BL                      | 29         | 0          | CG              | 5               | 0               | UCL                | 12                 | 0                  | SG          | 1           | 0           | 47     | 0      |
| 2013-2014               | Bayern Monaco           | BL                      | 28         | 1          | CG              | 4               | 0               | UCL                | 12                 | 0                  | SG+SU+Cmc   | 1+1+2       | 0           | 48     | 1      |
| 2014-2015               | Bayern Monaco           | BL                      | 20         | 2          | CG              | 4               | 0               | UCL                | 8                  | 0                  | SG          | 1           | 0           | 33     | 2      |
| 2015-2016               | Bayern Monaco           | BL                      | 26         | 1          | CG              | 6               | 0               | UCL                | 12                 | 0                  | SG          | 1           | 0           | 45     | 1      |
| 2016-2017               | Bayern Monaco           | BL                      | 26         | 1          | CG              | 4               | 1               | UCL                | 7                  | 0                  | SG          | 1           | 0           | 38     | 2      |
| Totale Bayern Monaco    | Totale Bayern Monaco    | Totale Bayern Monaco    | 332        | 12         |                 | 54+5            | 3+0             |                    | 117                | 1                  |             | 9           | 0           | 517    | 16     |
| Totale carriera         | Totale carriera         | Totale carriera         | 448        | 17         |                 | 60+5            | 3+0             |                    | 130                | 2                  |             | 9           | 0           | 652    | 22     |

### Cronologia presenze e reti in nazionale
| Cronologia completa delle presenze e delle reti in nazionale ― Germania | Cronologia completa delle presenze e delle reti in nazionale ― Germania | Cronologia completa delle presenze e delle reti in nazionale ― Germania | Cronologia completa delle presenze e delle reti in nazionale ― Germania | Cronologia completa delle presenze e delle reti in nazionale ― Germania | Cronologia completa delle presenze e delle reti in nazionale ― Germania | Cronologia completa delle presenze e delle reti in nazionale ― Germania | Cronologia completa delle presenze e delle reti in nazionale ― Germania |
| Data                                                                    | Città                                                                   | In casa                                                                 | Risultato                                                               | Ospiti                                                                  | Competizione                                                            | Reti                                                                    | Note                                                                    |
| ----------------------------------------------------------------------- | ----------------------------------------------------------------------- | ----------------------------------------------------------------------- | ----------------------------------------------------------------------- | ----------------------------------------------------------------------- | ----------------------------------------------------------------------- | ----------------------------------------------------------------------- | ----------------------------------------------------------------------- |
| 18-2-2004                                                               | Spalato                                                                 | Croazia                                                                 | 1 – 2                                                                   | Germania                                                                | Amichevole                                                              | -                                                                       |                                                                         |
| 31-3-2004                                                               | Colonia                                                                 | Germania                                                                | 3 – 0                                                                   | Belgio                                                                  | Amichevole                                                              | -                                                                       |                                                                         |
| 28-4-2004                                                               | Bucarest                                                                | Romania                                                                 | 5 – 1                                                                   | Germania                                                                | Amichevole                                                              | 1                                                                       |                                                                         |
| 27-5-2004                                                               | Friburgo                                                                | Germania                                                                | 7 – 0                                                                   | Malta                                                                   | Amichevole                                                              | -                                                                       | 69’                                                                     |
| 2-6-2004                                                                | Basilea                                                                 | Svizzera                                                                | 0 – 2                                                                   | Germania                                                                | Amichevole                                                              | -                                                                       |                                                                         |
| 6-6-2004                                                                | Kaiserslautern                                                          | Germania                                                                | 0 – 2                                                                   | Ungheria                                                                | Amichevole                                                              | -                                                                       |                                                                         |
| 15-6-2004                                                               | Porto                                                                   | Germania                                                                | 1 – 1                                                                   | Paesi Bassi                                                             | Euro 2004 - 1º turno                                                    | -                                                                       |                                                                         |
| 19-6-2004                                                               | Porto                                                                   | Lettonia                                                                | 0 – 0                                                                   | Germania                                                                | Euro 2004 - 1º turno                                                    | -                                                                       |                                                                         |
| 23-6-2004                                                               | Lisbona                                                                 | Germania                                                                | 1 – 2                                                                   | Rep. Ceca                                                               | Euro 2004 - 1º turno                                                    | -                                                                       | 74’                                                                     |
| 18-8-2004                                                               | Vienna                                                                  | Austria                                                                 | 1 – 3                                                                   | Germania                                                                | Amichevole                                                              | -                                                                       |                                                                         |
| 8-9-2004                                                                | Berlino                                                                 | Germania                                                                | 1 – 1                                                                   | Brasile                                                                 | Amichevole                                                              | -                                                                       |                                                                         |
| 9-10-2004                                                               | Teheran                                                                 | Iran                                                                    | 0 – 2                                                                   | Germania                                                                | Amichevole                                                              | -                                                                       |                                                                         |
| 17-11-2004                                                              | Lipsia                                                                  | Germania                                                                | 3 – 0                                                                   | Camerun                                                                 | Amichevole                                                              | -                                                                       | 66’                                                                     |
| 19-12-2004                                                              | Pusan                                                                   | Corea del Sud                                                           | 3 – 1                                                                   | Germania                                                                | Amichevole                                                              | -                                                                       |                                                                         |
| 21-12-2004                                                              | Bangkok                                                                 | Thailandia                                                              | 1 – 5                                                                   | Germania                                                                | Amichevole                                                              | -                                                                       | 60’                                                                     |
| 1-3-2006                                                                | Firenze                                                                 | Italia                                                                  | 4 – 1                                                                   | Germania                                                                | Amichevole                                                              | -                                                                       |                                                                         |
| 22-3-2006                                                               | Dortmund                                                                | Germania                                                                | 4 – 1                                                                   | Stati Uniti                                                             | Amichevole                                                              | -                                                                       |                                                                         |
| 2-6-2006                                                                | Mönchengladbach                                                         | Germania                                                                | 3 – 0                                                                   | Colombia                                                                | Amichevole                                                              | -                                                                       | 86’                                                                     |
| 9-6-2006                                                                | Monaco di Baviera                                                       | Germania                                                                | 4 – 2                                                                   | Costa Rica                                                              | Mondiali 2006 - 1º turno                                                | 1                                                                       |                                                                         |
| 14-6-2006                                                               | Dortmund                                                                | Germania                                                                | 1 – 0                                                                   | Polonia                                                                 | Mondiali 2006 - 1º turno                                                | -                                                                       |                                                                         |
| 20-6-2006                                                               | Berlino                                                                 | Ecuador                                                                 | 0 – 3                                                                   | Germania                                                                | Mondiali 2006 - 1º turno                                                | -                                                                       |                                                                         |
| 24-6-2006                                                               | Monaco di Baviera                                                       | Germania                                                                | 2 – 0                                                                   | Svezia                                                                  | Mondiali 2006 - Ottavi di finale                                        | -                                                                       |                                                                         |
| 30-6-2006                                                               | Berlino                                                                 | Germania                                                                | 1 – 1 dts (5 – 3 dtr)                                                   | Argentina                                                               | Mondiali 2006 - Quarti di finale                                        | -                                                                       |                                                                         |
| 4-7-2006                                                                | Dortmund                                                                | Germania                                                                | 0 – 2 dts                                                               | Italia                                                                  | Mondiali 2006 - Semifinale                                              | -                                                                       |                                                                         |
| 8-7-2006                                                                | Stoccarda                                                               | Germania                                                                | 3 – 1                                                                   | Portogallo                                                              | Mondiali 2006 - Finale 3º posto                                         | -                                                                       |                                                                         |
| 16-8-2006                                                               | Gelsenkirchen                                                           | Germania                                                                | 3 – 0                                                                   | Svezia                                                                  | Amichevole                                                              | -                                                                       |                                                                         |
| 2-9-2006                                                                | Stoccarda                                                               | Germania                                                                | 1 – 0                                                                   | Irlanda                                                                 | Qual. Euro 2008                                                         | -                                                                       |                                                                         |
| 6-9-2006                                                                | Serravalle                                                              | San Marino                                                              | 0 – 13                                                                  | Germania                                                                | Qual. Euro 2008                                                         | -                                                                       |                                                                         |
| 11-10-2006                                                              | Bratislava                                                              | Slovacchia                                                              | 1 – 4                                                                   | Germania                                                                | Qual. Euro 2008                                                         | -                                                                       |                                                                         |
| 15-11-2006                                                              | Nicosia                                                                 | Cipro                                                                   | 1 – 1                                                                   | Germania                                                                | Qual. Euro 2008                                                         | -                                                                       | 86’                                                                     |
| 7-2-2007                                                                | Düsseldorf                                                              | Germania                                                                | 3 – 1                                                                   | Svizzera                                                                | Amichevole                                                              | -                                                                       |                                                                         |
| 24-3-2007                                                               | Praga                                                                   | Rep. Ceca                                                               | 1 – 2                                                                   | Germania                                                                | Qual. Euro 2008                                                         | -                                                                       |                                                                         |
| 2-6-2007                                                                | Norimberga                                                              | Germania                                                                | 6 – 0                                                                   | San Marino                                                              | Qual. Euro 2008                                                         | -                                                                       | 70’                                                                     |
| 6-6-2007                                                                | Amburgo                                                                 | Germania                                                                | 2 – 1                                                                   | Slovacchia                                                              | Qual. Euro 2008                                                         | -                                                                       |                                                                         |
| 22-8-2007                                                               | Londra                                                                  | Inghilterra                                                             | 1 – 2                                                                   | Germania                                                                | Amichevole                                                              | -                                                                       |                                                                         |
| 17-11-2007                                                              | Hannover                                                                | Germania                                                                | 4 – 0                                                                   | Cipro                                                                   | Qual. Euro 2008                                                         | -                                                                       |                                                                         |
| 21-11-2007                                                              | Francoforte                                                             | Germania                                                                | 0 – 0                                                                   | Galles                                                                  | Qual. Euro 2008                                                         | -                                                                       |                                                                         |
| 6-2-2008                                                                | Vienna                                                                  | Austria                                                                 | 0 – 3                                                                   | Germania                                                                | Amichevole                                                              | -                                                                       |                                                                         |
| 26-3-2008                                                               | Basilea                                                                 | Svizzera                                                                | 0 – 4                                                                   | Germania                                                                | Amichevole                                                              | -                                                                       | 87’                                                                     |
| 27-5-2008                                                               | Kaiserslautern                                                          | Germania                                                                | 2 – 2                                                                   | Bielorussia                                                             | Amichevole                                                              | -                                                                       |                                                                         |
| 31-5-2008                                                               | Gelsenkirchen                                                           | Germania                                                                | 2 – 1                                                                   | Serbia                                                                  | Amichevole                                                              | -                                                                       | 46’                                                                     |
| 8-6-2008                                                                | Klagenfurt                                                              | Germania                                                                | 2 – 0                                                                   | Polonia                                                                 | Euro 2008 - 1º turno                                                    | -                                                                       |                                                                         |
| 12-6-2008                                                               | Klagenfurt                                                              | Croazia                                                                 | 2 – 1                                                                   | Germania                                                                | Euro 2008 - 1º turno                                                    | -                                                                       |                                                                         |
| 16-6-2008                                                               | Vienna                                                                  | Austria                                                                 | 0 – 1                                                                   | Germania                                                                | Euro 2008 - 1º turno                                                    | -                                                                       |                                                                         |
| 19-6-2008                                                               | Basilea                                                                 | Portogallo                                                              | 2 – 3                                                                   | Germania                                                                | Euro 2008 - Quarti di finale                                            | -                                                                       | 49’                                                                     |
| 25-6-2008                                                               | Basilea                                                                 | Germania                                                                | 3 – 2                                                                   | Turchia                                                                 | Euro 2008 - Semifinale                                                  | 1                                                                       |                                                                         |
| 29-6-2008                                                               | Vienna                                                                  | Germania                                                                | 0 – 1                                                                   | Spagna                                                                  | Euro 2008 - Finale                                                      | -                                                                       | 46’                                                                     |
| 20-8-2008                                                               | Norimberga                                                              | Germania                                                                | 2 – 0                                                                   | Belgio                                                                  | Amichevole                                                              | -                                                                       | 82’                                                                     |
| 6-9-2008                                                                | Vaduz                                                                   | Liechtenstein                                                           | 0 – 6                                                                   | Germania                                                                | Qual. Mondiali 2010                                                     | -                                                                       |                                                                         |
| 10-9-2008                                                               | Helsinki                                                                | Finlandia                                                               | 3 – 3                                                                   | Germania                                                                | Qual. Mondiali 2010                                                     | -                                                                       |                                                                         |
| 11-10-2008                                                              | Dortmund                                                                | Germania                                                                | 2 – 1                                                                   | Russia                                                                  | Qual. Mondiali 2010                                                     | -                                                                       |                                                                         |
| 15-10-2008                                                              | Mönchengladbach                                                         | Germania                                                                | 1 – 0                                                                   | Galles                                                                  | Qual. Mondiali 2010                                                     | -                                                                       |                                                                         |
| 11-2-2009                                                               | Düsseldorf                                                              | Germania                                                                | 0 – 1                                                                   | Norvegia                                                                | Amichevole                                                              | -                                                                       |                                                                         |
| 28-3-2009                                                               | Lipsia                                                                  | Germania                                                                | 4 – 0                                                                   | Liechtenstein                                                           | Qual. Mondiali 2010                                                     | -                                                                       |                                                                         |
| 1-4-2009                                                                | Cardiff                                                                 | Galles                                                                  | 0 – 2                                                                   | Germania                                                                | Qual. Mondiali 2010                                                     | -                                                                       |                                                                         |
| 29-5-2009                                                               | Shanghai                                                                | Cina                                                                    | 1 – 1                                                                   | Germania                                                                | Amichevole                                                              | -                                                                       | cap.                                                                    |
| 2-6-2009                                                                | Dubai                                                                   | Emirati Arabi Uniti                                                     | 2 – 7                                                                   | Germania                                                                | Amichevole                                                              | -                                                                       | 57’                                                                     |
| 12-8-2009                                                               | Baku                                                                    | Azerbaigian                                                             | 0 – 2                                                                   | Germania                                                                | Qual. Mondiali 2010                                                     | -                                                                       |                                                                         |
| 5-9-2009                                                                | Leverkusen                                                              | Germania                                                                | 2 – 0                                                                   | Sudafrica                                                               | Amichevole                                                              | -                                                                       |                                                                         |
| 9-9-2009                                                                | Hannover                                                                | Germania                                                                | 4 – 0                                                                   | Azerbaigian                                                             | Qual. Mondiali 2010                                                     | -                                                                       |                                                                         |
| 10-10-2009                                                              | Mosca                                                                   | Russia                                                                  | 0 – 1                                                                   | Germania                                                                | Qual. Mondiali 2010                                                     | -                                                                       |                                                                         |
| 14-10-2009                                                              | Amburgo                                                                 | Germania                                                                | 1 – 1                                                                   | Finlandia                                                               | Qual. Mondiali 2010                                                     | -                                                                       |                                                                         |
| 18-11-2009                                                              | Gelsenkirchen                                                           | Germania                                                                | 2 – 2                                                                   | Costa d'Avorio                                                          | Amichevole                                                              | -                                                                       | cap.                                                                    |
| 3-3-2010                                                                | Monaco di Baviera                                                       | Germania                                                                | 0 – 1                                                                   | Argentina                                                               | Amichevole                                                              | -                                                                       | 79’                                                                     |
| 3-6-2010                                                                | Francoforte                                                             | Germania                                                                | 3 – 1                                                                   | Bosnia ed Erzegovina                                                    | Amichevole                                                              | 1                                                                       | cap.                                                                    |
| 13-6-2010                                                               | Durban                                                                  | Germania                                                                | 4 – 0                                                                   | Australia                                                               | Mondiali 2010 - 1º turno                                                | -                                                                       | cap.                                                                    |
| 18-6-2010                                                               | Port Elizabeth                                                          | Germania                                                                | 0 – 1                                                                   | Serbia                                                                  | Mondiali 2010 - 1º turno                                                | -                                                                       | cap. 32’                                                                |
| 23-6-2010                                                               | Johannesburg                                                            | Ghana                                                                   | 0 – 1                                                                   | Germania                                                                | Mondiali 2010 - 1º turno                                                | -                                                                       | cap.                                                                    |
| 27-6-2010                                                               | Bloemfontein                                                            | Germania                                                                | 4 – 1                                                                   | Inghilterra                                                             | Mondiali 2010 - Ottavi di finale                                        | -                                                                       | cap.                                                                    |
| 3-7-2010                                                                | Città del Capo                                                          | Argentina                                                               | 0 – 4                                                                   | Germania                                                                | Mondiali 2010 - Quarti di finale                                        | -                                                                       | cap.                                                                    |
| 7-7-2010                                                                | Durban                                                                  | Germania                                                                | 0 – 1                                                                   | Spagna                                                                  | Mondiali 2010 - Semifinale                                              | -                                                                       | cap.                                                                    |
| 3-9-2010                                                                | Bruxelles                                                               | Belgio                                                                  | 0 – 1                                                                   | Germania                                                                | Qual. Euro 2012                                                         | -                                                                       | cap.                                                                    |
| 7-9-2010                                                                | Colonia                                                                 | Germania                                                                | 6 – 1                                                                   | Azerbaigian                                                             | Qual. Euro 2012                                                         | -                                                                       | cap.                                                                    |
| 8-10-2010                                                               | Berlino                                                                 | Germania                                                                | 3 – 0                                                                   | Turchia                                                                 | Qual. Euro 2012                                                         | -                                                                       | cap.                                                                    |
| 12-10-2010                                                              | Astana                                                                  | Kazakistan                                                              | 0 – 3                                                                   | Germania                                                                | Qual. Euro 2012                                                         | -                                                                       | cap.                                                                    |
| 9-2-2011                                                                | Dortmund                                                                | Germania                                                                | 1 – 1                                                                   | Italia                                                                  | Amichevole                                                              | -                                                                       | cap. 64’                                                                |
| 26-3-2011                                                               | Kaiserslautern                                                          | Germania                                                                | 4 – 0                                                                   | Kazakistan                                                              | Qual. Euro 2012                                                         | -                                                                       | cap.                                                                    |
| 29-5-2011                                                               | Hoffenheim                                                              | Germania                                                                | 2 – 1                                                                   | Uruguay                                                                 | Amichevole                                                              | -                                                                       | cap. 66’                                                                |
| 3-6-2011                                                                | Vienna                                                                  | Austria                                                                 | 1 – 2                                                                   | Germania                                                                | Qual. Euro 2012                                                         | -                                                                       | cap.                                                                    |
| 7-6-2011                                                                | Baku                                                                    | Azerbaigian                                                             | 1 – 3                                                                   | Germania                                                                | Qual. Euro 2012                                                         | -                                                                       | cap.                                                                    |
| 10-8-2011                                                               | Stoccarda                                                               | Germania                                                                | 3 – 2                                                                   | Brasile                                                                 | Amichevole                                                              | -                                                                       | cap.                                                                    |
| 2-9-2011                                                                | Gelsenkirchen                                                           | Germania                                                                | 6 – 2                                                                   | Austria                                                                 | Qual. Euro 2012                                                         | -                                                                       | cap.                                                                    |
| 6-9-2011                                                                | Danzica                                                                 | Polonia                                                                 | 2 – 2                                                                   | Germania                                                                | Qual. Euro 2012                                                         | -                                                                       | cap. 46’                                                                |
| 7-10-2011                                                               | Istanbul                                                                | Turchia                                                                 | 1 – 3                                                                   | Germania                                                                | Qual. Euro 2012                                                         | -                                                                       | cap.                                                                    |
| 11-10-2011                                                              | Dortmund                                                                | Germania                                                                | 3 – 1                                                                   | Belgio                                                                  | Qual. Euro 2012                                                         | -                                                                       | cap. 84’                                                                |
| 31-5-2012                                                               | Lipsia                                                                  | Germania                                                                | 2 – 0                                                                   | Israele                                                                 | Amichevole                                                              | -                                                                       | cap.                                                                    |
| 9-6-2012                                                                | Leopoli                                                                 | Germania                                                                | 1 – 0                                                                   | Portogallo                                                              | Euro 2012 - 1º turno                                                    | -                                                                       | cap.                                                                    |
| 13-6-2012                                                               | Charkiv                                                                 | Paesi Bassi                                                             | 1 – 2                                                                   | Germania                                                                | Euro 2012 - 1º turno                                                    | -                                                                       | cap.                                                                    |
| 17-6-2012                                                               | Leopoli                                                                 | Danimarca                                                               | 1 – 2                                                                   | Germania                                                                | Euro 2012 - 1º turno                                                    | -                                                                       | cap.                                                                    |
| 22-6-2012                                                               | Danzica                                                                 | Germania                                                                | 4 – 2                                                                   | Grecia                                                                  | Euro 2012 - Quarti di finale                                            | 1                                                                       | cap.                                                                    |
| 28-6-2012                                                               | Varsavia                                                                | Germania                                                                | 1 – 2                                                                   | Italia                                                                  | Euro 2012 - Semifinali                                                  | -                                                                       | cap.                                                                    |
| 7-9-2012                                                                | Hannover                                                                | Germania                                                                | 3 – 0                                                                   | Fær Øer                                                                 | Qual. Mondiali 2014                                                     | -                                                                       | cap. 42’                                                                |
| 11-9-2012                                                               | Vienna                                                                  | Austria                                                                 | 1 – 2                                                                   | Germania                                                                | Qual. Mondiali 2014                                                     | -                                                                       | cap. 71’                                                                |
| 16-10-2012                                                              | Berlino                                                                 | Germania                                                                | 4 – 4                                                                   | Svezia                                                                  | Qual. Mondiali 2014                                                     | -                                                                       | cap. 89’                                                                |
| 14-11-2012                                                              | Amsterdam                                                               | Paesi Bassi                                                             | 0 – 0                                                                   | Germania                                                                | Amichevole                                                              | -                                                                       | cap.                                                                    |
| 6-2-2013                                                                | Parigi                                                                  | Francia                                                                 | 1 – 2                                                                   | Germania                                                                | Amichevole                                                              | -                                                                       | cap.                                                                    |
| 22-3-2013                                                               | Astana                                                                  | Kazakistan                                                              | 0 – 3                                                                   | Germania                                                                | Qual. Mondiali 2014                                                     | -                                                                       | cap.                                                                    |
| 26-3-2013                                                               | Norimberga                                                              | Germania                                                                | 4 – 1                                                                   | Kazakistan                                                              | Qual. Mondiali 2014                                                     | -                                                                       | cap.                                                                    |
| 14-8-2013                                                               | Kaiserslautern                                                          | Germania                                                                | 3 – 3                                                                   | Paraguay                                                                | Amichevole                                                              | -                                                                       | cap.                                                                    |
| 6-9-2013                                                                | Monaco di Baviera                                                       | Germania                                                                | 3 – 0                                                                   | Austria                                                                 | Qual. Mondiali 2014                                                     | -                                                                       | cap.                                                                    |
| 10-9-2013                                                               | Tórshavn                                                                | Fær Øer                                                                 | 0 – 3                                                                   | Germania                                                                | Qual. Mondiali 2014                                                     | -                                                                       | cap.                                                                    |
| 11-10-2013                                                              | Colonia                                                                 | Germania                                                                | 3 – 0                                                                   | Irlanda                                                                 | Qual. Mondiali 2014                                                     | -                                                                       | cap.                                                                    |
| 15-10-2013                                                              | Solna                                                                   | Svezia                                                                  | 3 – 5                                                                   | Germania                                                                | Qual. Mondiali 2014                                                     | -                                                                       | cap.                                                                    |
| 15-11-2013                                                              | Milano                                                                  | Italia                                                                  | 1 – 1                                                                   | Germania                                                                | Amichevole                                                              | -                                                                       | cap. 54’                                                                |
| 5-3-2014                                                                | Stoccarda                                                               | Germania                                                                | 1 – 0                                                                   | Cile                                                                    | Amichevole                                                              | -                                                                       | cap.                                                                    |
| 6-6-2014                                                                | Magonza                                                                 | Germania                                                                | 6 – 1                                                                   | Armenia                                                                 | Amichevole                                                              | -                                                                       | cap. 46’                                                                |
| 16-6-2014                                                               | Salvador                                                                | Germania                                                                | 4 – 0                                                                   | Portogallo                                                              | Mondiali 2014 - 1º turno                                                | -                                                                       | cap.                                                                    |
| 21-6-2014                                                               | Fortaleza                                                               | Germania                                                                | 2 – 2                                                                   | Ghana                                                                   | Mondiali 2014 - 1º turno                                                | -                                                                       | cap.                                                                    |
| 26-6-2014                                                               | Recife                                                                  | Stati Uniti                                                             | 0 – 1                                                                   | Germania                                                                | Mondiali 2014 - 1º turno                                                | -                                                                       | cap.                                                                    |
| 30-6-2014                                                               | Porto Alegre                                                            | Germania                                                                | 2 – 1 dts                                                               | Algeria                                                                 | Mondiali 2014 - Ottavi di finale                                        | -                                                                       | cap. 107’                                                               |
| 4-7-2014                                                                | Rio de Janeiro                                                          | Francia                                                                 | 0 – 1                                                                   | Germania                                                                | Mondiali 2014 - Quarti di finale                                        | -                                                                       | cap.                                                                    |
| 8-7-2014                                                                | Belo Horizonte                                                          | Brasile                                                                 | 1 – 7                                                                   | Germania                                                                | Mondiali 2014 - Semifinale                                              | -                                                                       | cap.                                                                    |
| 13-7-2014                                                               | Rio de Janeiro                                                          | Germania                                                                | 1 – 0 dts                                                               | Argentina                                                               | Mondiali 2014 - Finale                                                  | -                                                                       | cap.                                                                    |
| Totale                                                                  |                                                                         | Presenze (8º posto)                                                     | 113                                                                     |                                                                         | Reti                                                                    | 5                                                                       |                                                                         |

## Palmarès

### Club

#### Competizioni nazionali
- Campionato tedesco: 8

Bayern Monaco: 2005-2006, 2007-2008, 2009-2010, 2012-2013, 2013-2014, 2014-2015, 2015-2016, 2016-2017
- Coppa di Germania: 6

Bayern Monaco: 2005-2006, 2007-2008, 2009-2010, 2012-2013, 2013-2014, 2015-2016
- Coppa di Lega tedesca: 1

Bayern Monaco: 2007
- Supercoppa di Germania: 3

Bayern Monaco: 2010, 2012, 2016

#### Competizioni internazionali
- UEFA Champions League: 1

Bayern Monaco: 2012-2013
- Supercoppa UEFA: 1

Bayern Monaco: 2013
- Coppa del mondo per club: 1

Bayern Monaco: 2013

### Nazionale
- Campionato mondiale: 1

Brasile 2014

### Individuale
- All-Star Team dei mondiali: 2

Germania 2006, Sud Africa 2010
- Squadra dell'anno UEFA: 5

2006, 2008, 2012, 2013, 2014
- Europei Top 11: 2

Austria-Svizzera 2008, Polonia-Ucraina 2012
- ESM Team of the Year: 2

2012-2013, 2013-2014
- FIFA FIFPro World XI: 2

2013, 2014
- Squadra della stagione della UEFA Champions League: 1

2013-2014
- Squadra maschile del decennio 2011-2020 IFFHS: 1

2020